# Прохорівська сільська рада (Волноваський район)
| Прохорівська сільська рада — колишній орган місцевого самоврядування у Волноваському районі Донецької області з адміністративним центром у с. Прохорівка. Сільській раді підпорядковані населені пункти: - с. Прохорівка - с. Малогнатівка - с. Тарасівка - с. Новоапостолівка |

## Склад ради
Рада складається з 12 депутатів та голови.

## Керівний склад сільської ради
| ПІБ                        | Основні відомості                                                         | Дата обрання | Дата звільнення |
| -------------------------- | ------------------------------------------------------------------------- | ------------ | --------------- |
| Забітчук Віктор Васильович | Сільський голова, 1958 року народження, освіта, член Партії регіонів      | 26.03.2006   | 01.10.2008      |
| Колле Ія Миколаївна        | Сільський голова, 1974 року народження, освіта, член Партії регіонів      | 15.03.2009   | 31.10.2010      |
| Колле Ія Миколаївна        | Сільський голова, 1974 року народження, освіта вища, член Партії регіонів | 31.10.2010   |                 |

Примітка: таблиця складена за даними джерела